# École Belge Burundi
L'École Belge Burundi (EBB) anciennement École Belge de Bujumbura est une école internationale belge située à Bujumbura, au Burundi. 
Elle s'adresse aux élèves âgés de 3 à 18 ans, de la maternelle (préscolaire) à la fin du programme secondaire. L'école accueille des étudiants francophones et néerlandophones. Elle fait partie de l'Association des écoles à programme belge à l'étranger (AEBE).

## Histoire
L'école ouvre ses portes en septembre 1965 et le gouvernement burundais la reconnaît officiellement par un décret ministériel pris le 3 juillet 1969. Suite aux conflits du début des années 1990, l'école rouvre en 1996 malgré un embargo imposé au gouvernement burundais.

## Corps étudiant
Au 15 octobre 2014, l'école comptait 509 élèves, soit une augmentation par rapport à octobre 1996, où elle ne comptait que 233 élèves.